# 皮尼奥斯河
皮尼奥斯河（希臘語：Πηνειός），又称佩纽斯河，是希腊色萨利的一条河流。该河得名于河神佩纽斯（Peneus）。发源于品都斯山脉的拉克莫斯山（Oros Lakmos），在特里卡拉附近转向东流，在滕比河谷附近注入爱琴海西部的塞尔迈湾。全长205公里。